# Marvin Heuberger
Marvin Heuberger (* 3. Juli 2005) ist ein österreichischer Fußballspieler.

## Karriere
Heuberger begann seine Karriere beim SC Mannsdorf. Im April 2016 wechselte er zum SC Groß-Enzersdorf. Zur Saison 2016/17 kehrte er nach Mannsdorf zurück. Im April 2017 wechselte er ein zweites Mal nach Groß-Enzersdorf, ehe er zur Saison 2017/18 erneut nach Mannsdorf zurückkehrte. Zur Saison 2019/20 wechselte er in die Jugend des SV Horn.
Im Mai 2022 spielte er erstmals für die Horner Amateure in der siebthöchsten Spielklasse. In der Saison 2022/23 kam er dann achtmal in der 1. Klasse zum Einsatz. Zur Saison 2023/24 wurde Horn II in die fünfthöchste Spielklasse versetzt. Im Mai 2024 gab Heuberger dann bei seinem Kaderdebüt für die Profis sein Debüt in der 2. Liga, als er am 27. Spieltag der Saison 2023/24 gegen den Floridsdorfer AC in der 67. Minute für Florian Fischerauer eingewechselt wurde.